# Punk Goes X
Punk Goes X — одинадцята збірка з серії Punk Goes..., видана 25 січня 2011 року  на Fearless Records. Альбом складається з кавер-версій пісень які виконувались на 2011 Winter X Games. Всі пісні з альбому, крім перших двох, раніше вже з’являлись на альбомах Punk Goes Classic Rock чи Punk Goes Pop 3. Два перших треки гуртів The Word Alive та Sparks the Rescue були спеціально записані для цієї збірки.    

## Список треків
| #   | Назва                   | Виконавець                                            | Оригінальний виконавець              | Довжина |
| --- | ----------------------- | ----------------------------------------------------- | ------------------------------------ | ------- |
| 1.  | "Over the Mountain"     | The Word Alive                                        | Оззі Осборн                          | 4:21    |
| 2.  | "Mountain Song"         | Sparks the Rescue                                     | Jane's Addiction                     | 4:12    |
| 3.  | "Down"                  | Breathe Carolina                                      | Джей Шон, Lil Wayne                  | 3:43    |
| 4.  | "Pour Some Sugar on Me" | The Maine                                             | Def Leppard                          | 3:59    |
| 5.  | "Paper Planes"          | This Century                                          | M.I.A.                               | 3:23    |
| 6.  | "More Than a Feeling"   | Hit the Lights                                        | Boston                               | 2:43    |
| 7.  | "Run This Town"         | Miss May I                                            | Jay-Z featuring Ріанна та Каньє Вест | 3:49    |
| 8.  | "Caught Up in You"      | We the Kings                                          | .38 Special                          | 4:04    |
| 9.  | "Heartless"             | The Word Alive                                        | Каньє Вест                           | 4:00    |
| 10. | «Take Me Home Tonight»  | Every Avenue ft. Джульєт Сіммс з Automatic Loveletter | Едді Мані                            | 3:35    |
| 11. | "Hot n Cold"            | Woe, Is Me                                            | Кеті Перрі                           | 3:07    |